# Confine tra Libia e Sudan
Il confine tra la Libia e il Sudan ha una lunghezza di 382 km e va dal triplice confine con l'Egitto a nord al triplice confine con il Ciad a sud.

## Descrizione
L'intero confine attraversa una sezione remota e scarsamente abitata del deserto del Sahara.
Il tracciato inizia a nord al triplice confine con l'Egitto su Gebel Auenat, procedendo verso sud lungo il 25º meridiano est per 223 km fino al 20º parallelo nord. Da questo punto vira a ovest lungo questo parallelo per 105 km, prima di girare a sud al 24º meridiano est, dove gira a sud, correndo per 56 km fino triplice confine con il Ciad.
Il confine separa il distretto di Al Kufrah dagli stati sudanesi del Darfur Settentrionale e del Nord.

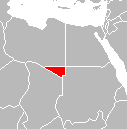
Il Triangolo di Sarra, evidenziato in rosso, con i confini moderni dei paesi circostanti

## Storia
La Gran Bretagna invase l'Egitto nel 1882, stabilendo un protettorato su un'area che fino a quel momento era stata nominalmente soggetta all'Impero ottomano. Negli anni 1890 gli inglesi conquistarono il Sudan e nel 1899 fu istituito un condominio che creò il Sudan anglo-egiziano. Nel settembre 1911 l'Italia invase la Tripolitania e l'anno successivo fu firmato il Trattato di Ouchy con il quale gli Ottomani cedettero formalmente la sovranità dell'area all'Italia. L'Italia organizzò le regioni appena conquistate nelle colonie della Cirenaica italiana e della Tripolitania italiana e iniziò gradualmente a spingersi più a sud; nel 1934 vennero uniti i due territori come la Libia italiana.
Nel 1925 Gran Bretagna e Italia firmarono un trattato di confine, in base al quale il 22º parallelo nord veniva utilizzato a partire dal triplice confine con l'Egitto che, procedendo verso ovest, terminava al confine tra l'Africa libica italiana e l'Africa Equatoriale Francese (cioè il moderno confine Ciad-Libia). L'angolo nord-ovest del Sudan anglo-egiziano così creato venne indicato come il triangolo di Sarra; quest'ultima area fu ceduta all'Italia il 20 luglio 1934 e il confine fu ridisegnato nella posizione attuale.
Il 7 gennaio 1935 Francia e Italia firmarono un trattato che spostava verso sud il confine tra l'Africa Equatoriale Francese e la Libia (creando la Striscia di Aozou, spostando così leggermente anche il confine libico-sudanese verso sud; tuttavia questo accordo non fu mai ratificato formalmente da entrambe le parti e pertanto non fu mai implementato.
Durante la campagna nordafricana della seconda guerra mondiale l'Italia venne sconfitta e le sue colonie africane furono occupate dalle potenze alleate, con la Libia divisa in zone di occupazione britannica e francese.
La Libia ottenne successivamente la piena indipendenza il 2 dicembre 1951, seguita dal Sudan nel 1956.